# Carlo Andrea Pelagallo
Carlo Andrea Pelagallo (né le 20 mars 1747 à Rome, alors dans les États pontificaux, et mort le 6 septembre 1822 à Osimo) est un cardinal italien du XIXe siècle.

## Biographie
Carlo Andrea Pelagallo étudie à l'université Sapienza de Rome. Il est notamment référendaire au tribunal suprême de la Signature apostolique, commissaire apostolique pour fixer la frontière entre les États pontificaux et la Toscane, assesseur au tribunal du gouvernement romain, auditeur au gouvernement romain et auditeur à la Chambre apostolique. En 1815 il est nommé évêque d'Osimo et Cingoli.
Le pape Pie VII le crée cardinal lors du consistoire du 8 mars 1816.

### Source
- Biographie du cardinal sur le site fiu.edu